# Павликс, Ференц
Ференц Павликс (род. 1928, Баложамедьеш, Венгрия) — американский инженер венгерского происхождения, разработчик лунного автомобиля, участвовавшего в миссиях «Аполлон» (15, 16 и 17) на Луну.

## Биография
Ференц Павликс родился в 1928 году в г. Баложамедьеш (медье Ваш, Венгрия) 3 февраля 1928 года. Его отец Карой Павликс и мать Русина Перусич оба преподавали в начальной школе г. Баложамедьеш. В возрасте 6 лет он настолько тяжело болел, что едва не умер, однако уже после операции пошёл на поправку.
В детстве Ференц Павликс учился в начальной школе г. Баложамедьеш. В то время его учителями были отец и мать. Среднюю школу Павликс заканчивал уже в г. Сомбатхей в 1946 году. Высшее образование Ференц Павликс получил в Технологическом университете в г. Будапешт, который окончил в 1950 году с дипломом инженера.
До Венгерской революции Павликс работал в институте станкостроения, однако вскоре после трагических событий 1956 года семью Павликса разбросало по всему миру. Сначала Ференц и его будущая супруга бежали в Австрию, затем оказались в США. Трое его братьев и сестёр также покинули страну. Анна поселилась в Австрии, Йожеф в Швеции, а Терез также переехала в США в штат Калифорния.

## Участие в проектах NASA
Перебравшись в США, Павликс работал сначала в отделе разработок корпорации General Motors (GM) в Детройте (1957—1961). С 1961 года он уже в отделении GM в Санта-Барбаре.
Позже Ференц Павликс начал разрабатывать лунный вездеход для программы NASA Аполлон.
Общая масса вездехода составляла 210 кг, а её грузоподъёмность составляла 490 кг. Каждое из колёс было оборудовано 190 W приводом (0.25 л.с.) (таким образом, вместе они давали суммарную мощность в 1 л.с.). Колёса вездехода были спроектированы таким образом, чтобы аппарат мог нормально передвигаться по лунной поверхности. Рамы были из алюминиевого сплава.
В 1971 в ходе миссии Аполлон 15 вездеход впервые был доставлен на Луну. А 1972 году аппарат, разработанный Павликсом, также принимал участие в высадках на Луну. Все три машины навсегда остались там.
В 1971 Павликс был удостоен премии NASA за свой вклад в успешное выполнение выполнение программы Аполлон.
Позже Ференц Павликс принял участие в разработке гибридного автомобиля с топливными элементами, а также в проектировке дорожной сети для электробусов в Санта-Барбаре.